# Goldfund vom Borgbjerg

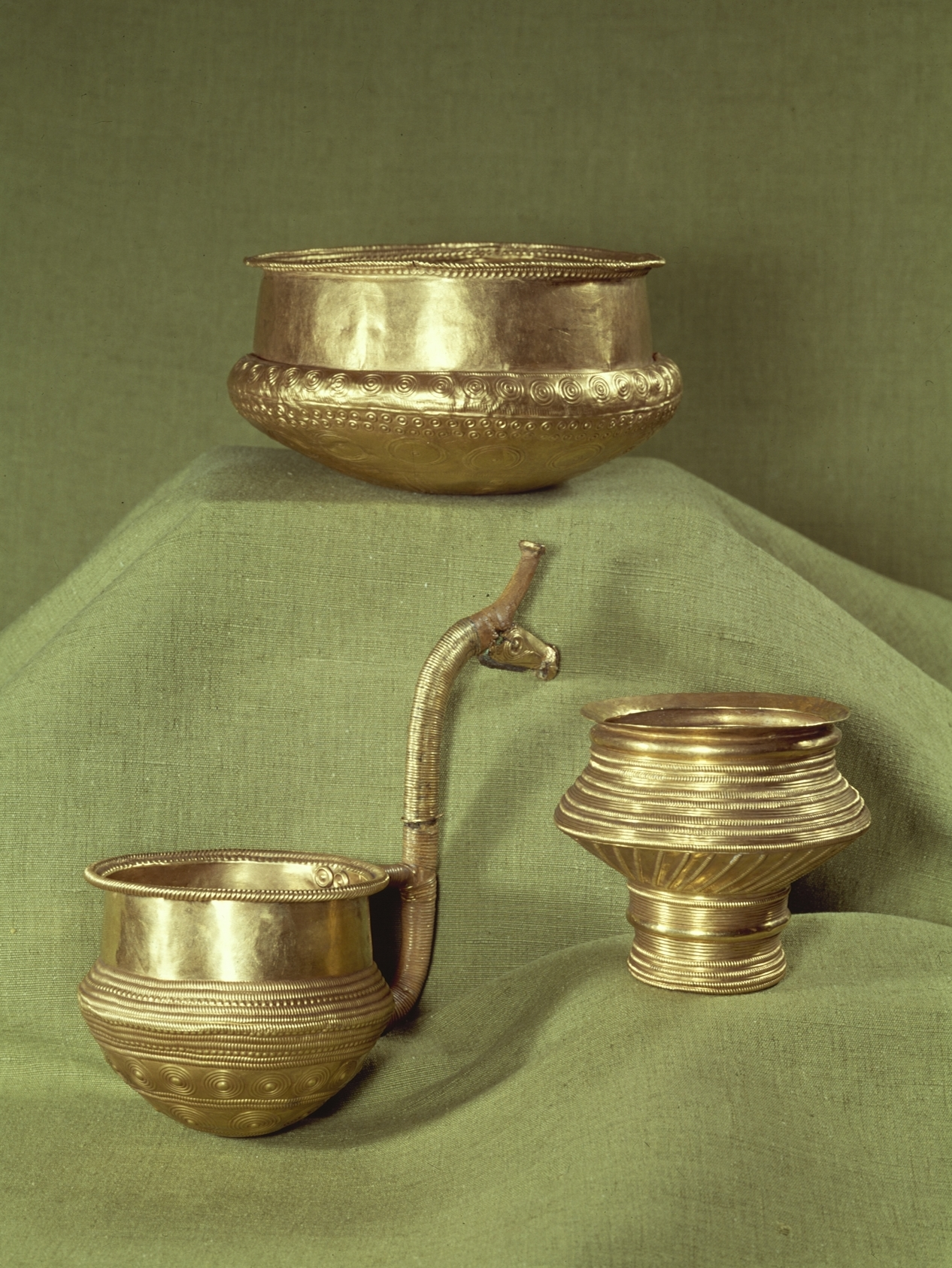
Goldfund vom Borgbjerg

Der Goldfund vom Borgbjerg (dänisch Borgbjerg Bakker) bei Boeslunde nördlich von Skælskør auf Seeland wurde 1842 (Fund I, zwei Goldschalen) und 1874 (Fund II, vier weitere Goldgefäße) gemacht und stammt aus der dänischen Spätbronzezeit, etwa von 800 v. Chr. 

## Die Fundeinschätzung
An den Seiten des offensichtlich künstlich terrassierten Hügels wurden sechs Goldgefäße, zwei Becher, zwei große Schalen und zwei Schöpfgefäßen mit gebogenen, in stilisierten Pferdeköpfen auslaufenden Griffen gefunden. Bereits 1948 deutete Hans Christian Broholm (1893–1966) den Borgbjerg deshalb als „Place of worship“, also religiösen Sammelpunkt. Diese These bestätigte Fritz Horst (1936–1989).
Der dänische Archäologe Peter Vilhelm Glob (1911–1985) identifizierte einige Hügel in Dänemark als bronzezeitliche Versammlungsplätze. An mehrere Hügel konnten terrassenartig eingegrabene breite Prozessionswege oder eine Rampe, die zur Kuppe führt, nachgewiesen werden. Derartige Kuppen sind bei Havegård in der Nähe von Illebølle auf Langeland und im Nymarkshave beim Schloss Egeskov auf Fünen erhalten. Der Borgbjerg hat eine ähnliche Rampe. Eisenzeitlich sind dagegen die Funde von den Kuppen des „Borrebjerg“ und des „Bygbjerg“ auf Sejerø, in deren Seiten ebenfalls Rampen eingegraben sind. Der „Dyret“ bei Onsbjerg auf Samsø, der „Ellemandsbjerg“ auf Helgenæs und der „Daugbjerg Dås“ in Jütland sind weitere Beispiele. Auf keiner der drei letztgenannten Anhöhen wurden jedoch Funde gemacht oder Erdarbeiten vorgenommen.
Die Funde befinden sich heute im Nationalmuseum in Kopenhagen, das 1874 und 1979 systematische Grabungen durchführte. Man vermutet heute Opferfunde an einer damals heiligen Stätte. Ein Hinweis darauf ist de geringen Wandstärken der Fundstücke, die sie zum Gebrauch ungeeignet machen.

## Umgebung
Boeslunde ist auch ein Beispiel dafür, dass man in frühchristlicher Zeit an den alten Kultstätten Kirchen erbaute. Hier soll eine Holzkirche gestanden haben. Die neue Kirche von Boeslunde liegt auf der Ostseite des Hügels. An ihrem Fuß liegt die Hellig-Kors-Kilde, (Heilig-Kreuz-Quelle), die im Mittelalter von Kranken besucht wurde und schon in der Vorzeit Bedeutung gehabt haben muss. Der Hügel ist heute stark zerstört. Er wurde durch Kiesentnahme abgegraben, und die Bebauung rückte dicht an den Hügel. Die unbedeutenden Reste der Rampe kann man im Süden erkennen, und nur ein kleiner Teil der flachen Kuppe ist erhalten. Heute ist hier eine Open-Air-Bühne und eine Gedenkstätte für den Minister F. J. Borgbjerg, dessen Großvater einen der Goldfunde machte und sich nach der Stätte benannte.